# Helen Walton
Pour les articles homonymes, voir Walton.
Helen Robson Kemper Walton (né le 3 décembre 1919 et morte le 19 avril 2007), était la veuve de Sam Walton, fondateur de Wal-Mart, et l'un de ses héritiers avec ses enfants S. Robson, Jim, John et Alice.
La famille se partage une fortune de 300 milliards de dollars et gère la multinationale (Liste des milliardaires du monde)